# Bina Etawa
Bina Etawa là một thành phố và khu đô thị của quận Sagar thuộc bang Madhya Pradesh, Ấn Độ.

## Nhân khẩu
Theo điều tra dân số năm 2001 của Ấn Độ, Bina Etawa có dân số 51.189 người. Phái nam chiếm 52% tổng số dân và phái nữ chiếm 48%. Bina Etawa có tỷ lệ 73% biết đọc biết viết, cao hơn tỷ lệ trung bình toàn quốc là 59,5%: tỷ lệ cho phái nam là 79%, và tỷ lệ cho phái nữ là 65%. Tại Bina Etawa, 15% dân số nhỏ hơn 6 tuổi.